# Mortyr III: Akcje dywersyjne
Mortyr III: Akcje dywersyjne lub Battlestrike: Force of Resistance – polska komputerowa gra akcji osadzona w realiach II wojny światowej wyprodukowana przez CITY interactive i wydana w 2007 i 2008 roku przez CITY interactive.

## Rozgrywka
Akcja gry rozgrywa się w czasie II wojny światowej zaczynając od września 1942 roku. Głównym bohaterem gry jest komandos wysłany do Polski przez Polski Rząd na Uchodźstwie. Przeciwnicy mają przewagę nad graczem, jest ich więcej oraz mają lepsze uzbrojenie.
W grze użyto całkowicie zmodyfikowanego silnika graficznego Chrome Engine.